# Hogna munoiensis
Hogna munoiensis är en spindelart som beskrevs av Roewer 1959. Hogna munoiensis ingår i släktet Hogna och familjen vargspindlar.
Artens utbredningsområde är Kongo. Inga underarter finns listade i Catalogue of Life.